# Ошава
Ошава (енгл. Oshawa) је град у Канади у покрајини Онтарио. Према резултатима пописа 2011. у граду је живело 149.607 становника. Налази се на југу провинције Онтарио, односно 60 километара источно од Торонта.

## Становништво
Према резултатима пописа становништва из 2011. у граду је живело 149.607 становника, што је за 5,7% више у односу на попис из 2006. када је регистровано 141.590 житеља.
| 2006.   | 2011.   |
| ------- | ------- |
| 141.590 | 149.607 |